# 肖爾萊恩帕克 (密西西比州)
肖爾萊恩帕克（英語：Shoreline Park）是位於美國密西西比州漢考克縣的非建制地區。此地曾是普查規定居民點。

## 地理
肖爾萊恩帕克所處的海拔為高於海平面2米（即7英呎），而該地所採用的時區為UTC-6，即北美中部時區（CST）。同時該地設有夏令時間，為UTC-6調快一小時，即UTC-5（CDT）。